# 懷拉拉帕湖
41°13′S 175°15′E / 41.217°S 175.250°E

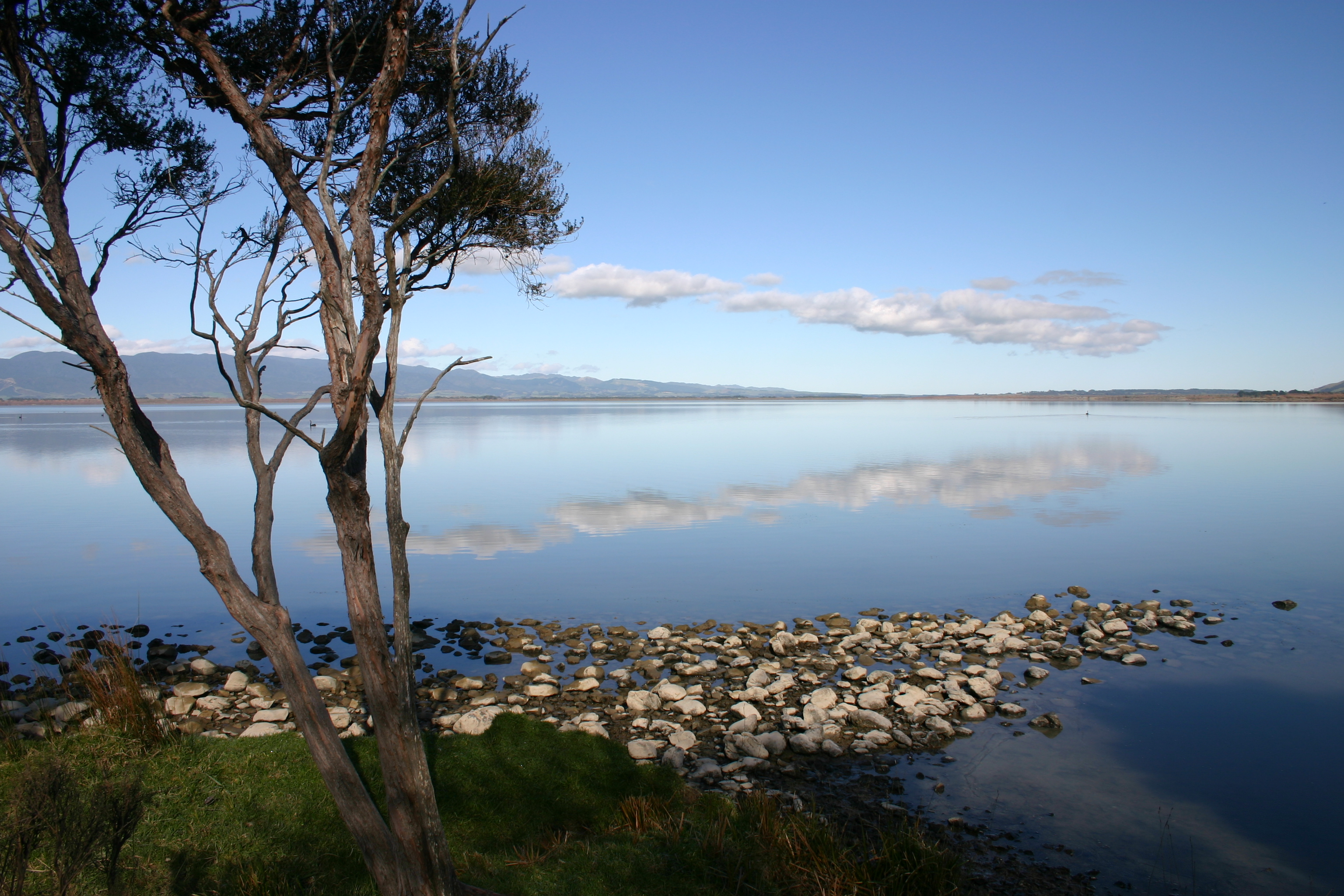

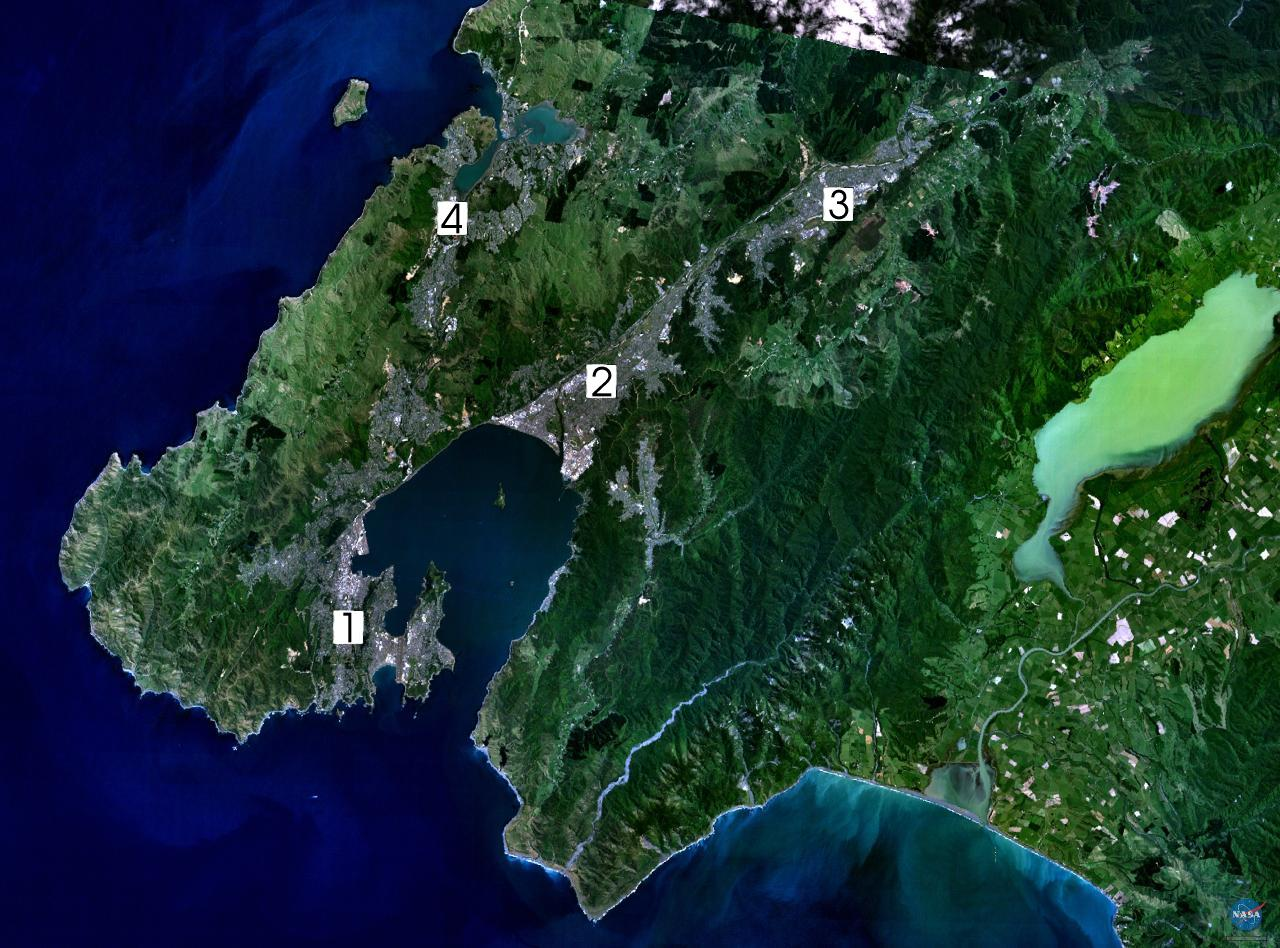

懷拉拉帕湖是新西蘭的湖泊，位於北島南部，距離首都威靈頓50公里，由威靈頓地區負責管轄，面積78平方公里，是該島第三大湖泊，平均水深2.5米。

## 外部連結
- Lake Wairarapa wetlands
- NZ Department of Conservation information on Lake Wairarapa wetlands （页面存档备份，存于）